# Klaffschnäbel
Die Klaffschnäbel (Anastomus) sind eine Gattung aus der Familie der Störche (Ciconiidae). Die Gattung umfasst zwei Arten, den Glanzklaffschnabel (Anastomus lamelligerus) und den Silberklaffschnabel (Anastomus oscitans).

## Lebensraum
Die Klaffschnäbel haben eine disjunkte Verbreitung: Während der Glanzklaffschnabel im südlichen Afrika und auf Madagaskar zu finden ist, lebt der Silberklaffschnabel in Süd- und Südostasien.

## Aussehen
Klaffschnäbel haben metallisch glänzende Federn. Der Glanzklaffschnabel hat ein vollständig schwarzes Gefieder, der Silberklaffschnabel besitzt an Schwingen und Schwanz schwarze Federn, ist aber hauptsächlich weiß. Namensgebendes Merkmal ist der Spalt, der bei geschlossenem Kiefer zwischen Unterschnabel und Oberschnabel verbleibt. Ursprünglich wurde vermutet, er diene zum Festhalten und aufbrechen des Gehäuses seiner hartschaligen Beutetiere, jedoch knacken Klaffschnäbel die Schale nicht, sondern extrahieren den Weichkörper mit der Schnabelspitze aus dem Gehäuse.

## Nahrung
Klaffschnäbel fressen vorwiegend aquatische Weichtiere wie Schnecken (vorzugsweise Apfelschnecken der Gattung Pila) und Muscheln.

## Fortpflanzung
Ein Klaffschnabel kann im Jahr bis zu drei Jungvögel aufziehen.

## Haltung
Klaffschnäbel werden in einigen zoologischen Gärten gezeigt, ihre Zucht gilt jedoch als schwierig. Den weltweit ersten Zuchterfolg beim Silberklaffschnabel hatte der Vogelpark Walsrode, der auch erfolgreich Glanzklaffschnäbel großzieht.